# Quang phân hạch
Quang phân hạch là một quá trình trong đó một hạt nhân nguyên tử hấp thụ tia gamma, trải qua quá trình phân hạch hạt nhân và tách thành hai hoặc nhiều mảnh.
Phản ứng được phát hiện vào năm 1940 bởi một nhóm nhỏ các kỹ sư và nhà khoa học vận hành Máy nghiền nguyên tử Westinghouse tại Phòng thí nghiệm nghiên cứu của công ty ở Forest Hills, Pennsylvania. Họ sử dụng chùm proton 5 MeV để bắn phá fluor và tạo ra các photon năng lượng cao, sau đó chiếu xạ các mẫu urani và thori.
Bức xạ gamma có năng lượng khiêm tốn, ở mức dưới vài chục MeV, có thể gây ra sự phân hạch ở các nguyên tố phân hạch truyền thống như các nguyên tố thuộc họ actini: thori, urani, plutoni và neptuni. Các thí nghiệm đã được tiến hành với tia gamma năng lượng cao hơn nhiều, phát hiện ra rằng mặt cắt ngang của quá trình quang phân hạch thay đổi rất ít trong các phạm vi ở phạm vi GeV thấp.
Baldwin và cộng sự đã thực hiện các phép đo về hiệu suất phân hạch quang ở uranium và thorium cùng với việc tìm kiếm quang phân hạch ở các nguyên tố nặng khác, sử dụng tia X liên tục từ betatron 100-Mev . Sự phân hạch được phát hiện trong sự có mặt của nền tia X cường độ cao bởi buồng ion hóa vi sai và bộ khuếch đại tuyến tính, chất được nghiên cứu được phủ trên một điện cực của một buồng. Họ suy ra tiết diện tối đa vào cỡ 5×10−26 cm2 đối với uranium và một nửa tiết diện đó đối với thorium. Trong các phần tử khác được nghiên cứu, tiết diện phải nhỏ hơn 10−29 cm2.

## Quang phân rã
Quang phân rã (còn gọi là biến đổi quang học) là một quá trình vật lý tương tự nhưng khác biệt, trong đó tia gamma năng lượng cực cao tương tác với hạt nhân nguyên tử và khiến nó chuyển sang trạng thái kích thích, trạng thái này ngay lập tức phân hủy bằng cách phát ra một hạt hạ nguyên tử.